# Kanton Pointe-à-Pitre
Der Kanton Pointe-à-Pitre ist ein französischer Wahlkreis im Arrondissement Pointe-à-Pitre in der Region Guadeloupe.
Der Kanton wurde im Zuge der Neuordnung der französischen Kantone im Jahr 2015 neu geschaffen (zuvor Kanton Pointe-à-Pitre-1, Kanton Pointe-à-Pitre-2 und Kanton Pointe-à-Pitre-3).

## Gemeinden
Der Kanton ist identisch mit der gleichnamigen Gemeinde Pointe-à-Pitre.